# Siphocampylus amalfiensis
Siphocampylus amalfiensis är en klockväxtart som beskrevs av Franz Elfried Wimmer. Siphocampylus amalfiensis ingår i släktet Siphocampylus och familjen klockväxter.
Artens utbredningsområde är Colombia. Inga underarter finns listade i Catalogue of Life.